# Sidoreno
Sidoreno is een bestuurslaag in het regentschap Lampung Selatan van de provincie Lampung, Indonesië. Sidoreno telt 1.900 inwoners (volkstelling 2010).